# هوندا اس۳۶۰
هوندا اس۳۶۰ (Honda S۳۶۰) خودرویی است که در سال‌های ۱۹۶۲تولید شده‌است.
این خودرو در کلاس خودرو اسپورت قرار گرفته، طراحی آن خودروهای موتور جلو-محور عقب بوده ‌است.
موتور آن ۳۶۰ سی‌سی است.